# Platypus (groupe)
Pour les articles homonymes, voir Platypus.
Platypus est un groupe de rock progressif et jazz fusion américain.

## Histoire
Le groupe Platypus fut créé par le bassiste de Dream Theater, John Myung. S'y adjoint celui qui était, à l'époque, claviériste dans ce même groupe, Derek Sherinian.
Le groupe était complété par le guitariste Ty Tabor de King's X (guitare et vocal)
et le batteur Rod Morgenstein des Dixie Dregs.
Le groupe fut conçu comme un vecteur de création musicale, où pouvaient être explorés des thèmes et styles qui n'entraient pas dans la direction musicale de Dream Theater.
Le groupe a été en activité de 1997 à 2000.
À la suite de Ice Cycles, le groupe fut dissous. On peut dire que l'héritage de ce groupe n'est pas perdu car, un projet nommé The Jelly Jam - formé des trois quart de Platypus, soit Myung, Morgenstein et Tabor - a été formé durant l'année 2000.

## Discographie
- When Pus Comes to Shove (1998)
- Ice Cycles (2000)

## Membres
- John Myung - basse
- Derek Sherinian - claviers
- Ty Tabor - guitares
- Rod Morgenstein - batterie